# Mount Pleasant (Arkansas)
Mount Pleasant es un pueblo ubicado en el condado de Izard en el estado estadounidense de Arkansas. En el Censo de 2010 tenía una población de 414 habitantes y una densidad poblacional de 47,8 personas por km².

## Geografía
Mount Pleasant se encuentra ubicado en las coordenadas 35°58′53″N 91°46′38″O / 35.98139, -91.77722. Según la Oficina del Censo de los Estados Unidos, Mount Pleasant tiene una superficie total de 8.66 km², de la cual 8.62 km² corresponden a tierra firme y (0.42%) 0.04 km² es agua.

## Demografía
Según el censo de 2010, había 414 personas residiendo en Mount Pleasant. La densidad de población era de 47,8 hab./km². De los 414 habitantes, Mount Pleasant estaba compuesto por el 95.17% blancos, el 2.17% eran afroamericanos, el 0.72% eran amerindios, el 0.24% eran asiáticos, el 0.48% eran isleños del Pacífico, el 0% eran de otras razas y el 1.21% pertenecían a dos o más razas. Del total de la población el 0% eran hispanos o latinos de cualquier raza.